# تراخي اجتماعي

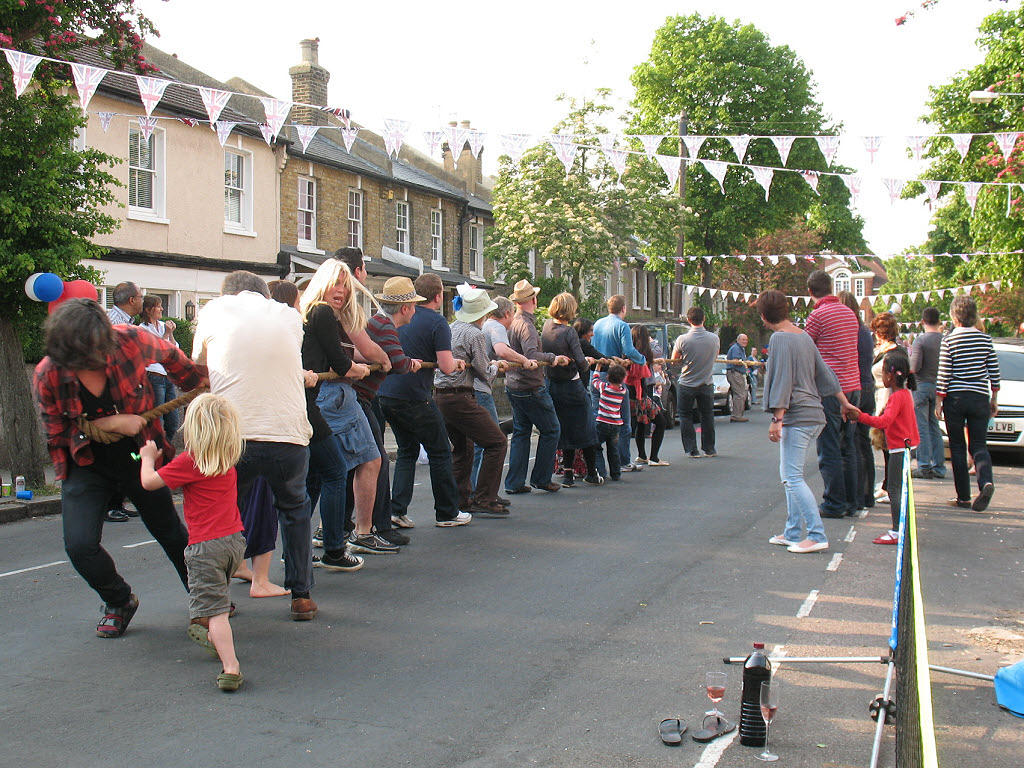
بدأ البحث حول التراخي الاجتماعي بتجارب شد الحبل حيث وُجد أن أعضاء المجموعة يميلون إلى بذل جهد أقل في سحب الحبل مقارنة بالأفراد الذين يعملون بمفردهم

يشير مصطلح التراخي الاجتماعي (بالإنجليزية: Social loafing)‏ في علم النفس الاجتماعي إلى حالة لا يبذل معها الشخص جهدًا كافيًا لتحقيق هدف ما عندما يعمل ضمن مجموعة مقارنة مع الحالة التي يعمل فيها بمفرده. وتُعد هذه الحالة سبباً رئيسياً في كون عمل المجموعات أقل إنتاجية أحيانًا مقارنة بأداء أعضائها بشكل فردي.
بدأ البحث حول التراخي الاجتماعي بتجارب شد الحبل التي قام بها ماكس رينجلمان، حيث وجد أن أعضاء المجموعة يميلون إلى بذل جهد أقل في سحب الحبل مقارنة بالأفراد الذين يعملون بمفردهم. في البحوث الحديثة، أظهرت الدراسات التي تتضمن تكنولوجيا حديثة مثل المجموعات الموزعة والمجموعات الإلكترونية دلائل واضحة على التراخي الاجتماعي. ويعود العديد من أسباب التراخي الاجتماعي إلى شعور الأعضاء بأن جهودهم الفردية لن تؤثر على المجموعة.
قدَّم ماكس رينجلمان، الأستاذ الفرنسي للهندسة الزراعية، مفهوم التراخي الاجتماعي في العقد الأخير من القرن التاسع عشر. وحدّد رينجلمان، الذي كان يُعتبر أحد مؤسسي علم النفس الاجتماعي، عدد من الأشخاص لشد حبال بشكل فردي وفي مجموعات، وقاس وقارن شدة جهودهم. وأظهرت النتائج أن أعضاء المجموعة يميلون إلى بذل جهد أقل في شد الحبل مقارنة بالأفراد الذين يعملون بمفردهم.
وفي البحوث الحديثة، أظهرت الدراسات التي تتضمن تكنولوجيا حديثة مثل المجموعات الموزعة والمجموعات الإلكترونية دلائل واضحة على التراخي الاجتماعي. ويعود العديد من أسباب التراخي الاجتماعي إلى شعور الأعضاء بأن جهودهم الفردية لن تؤثر على المجموعة. ويُعد هذا أحد الأسباب الرئيسية التي تجعل المجموعات أحيانًا أقل إنتاجية مقارنة بأداء أعضائها الذين يعملون بشكل فردي، ولكن يجب التفريق فيه عن مشكلات التنسيق العرضية التي تواجهها المجموعات أحيانًا.
توصلت العديد من الدراسات إلى أن أكثر أصول التحفيز شيوعًا للتراخي الاجتماعي هي عدم فهم المساهمات الفردية، وتقديم مهام غير محفزة للفرد، وانخفاض الرضا الشخصي من المهمة، وعدم وجود فريق متحد. تتراوح النظريات التي تبحث في سبب حدوث التراخي الاجتماعي من شعور أعضاء المجموعة بأن مساهماتهم لن يلاحظها أعضاء المجموعة وأن جهودهم ليست ضرورية.
وفي بيئة العمل، يتفق معظم المديرين على ما إذا كانت المهمة جديدة أم معقدة يجب أن يعمل الموظفون بمفردهم. في حين أن المهام المعروفة جيدًا والتي لديها مساحة للجهد الفردي تكون أفضل عند القيام بها في مجموعات.
ومن أجل تقليل التراخي الاجتماعي من المجموعة، يمكن تقدّيم العديد من الاستراتيجيات. فالتراخي الاجتماعي يحدث بشكل أساسي عندما يقوم الفرد ببذل جهد أقل، سواء كان ذلك بشكل متعمد أو غير متعمد، نتيجة لانخفاض الوعي الاجتماعي. وللتصدّي لاحتمالية حدوث التراخي الاجتماعي، أجرى ميغيل هيرايز دراسة على طلاب، حيث استخدام استراتيجيات المساءلة والتعاون في حال رصد أي عدم تساوي في المشاركة. وشُجع الطلاب على تقديم مشاركة متساوية في العمل والإشارة إلى مصادر الصراع التي يمكن أن تنشأ. وخلصت الدراسة إلى أن توفير الدعم لأعضاء المجموعة الذين يفتقرون إلى الالتزام وخلق خيارات للاستقلال بين أعضاء المجموعة يقلل من التراخي الاجتماعي. وتحسن وضع الطلاب الضعفاء عند تقديم الدعم لهم، مما يعود بالفائدة أيضاً على الطلاب الآخرين.

## خلفية تاريخية

### تجارب شد الحبل

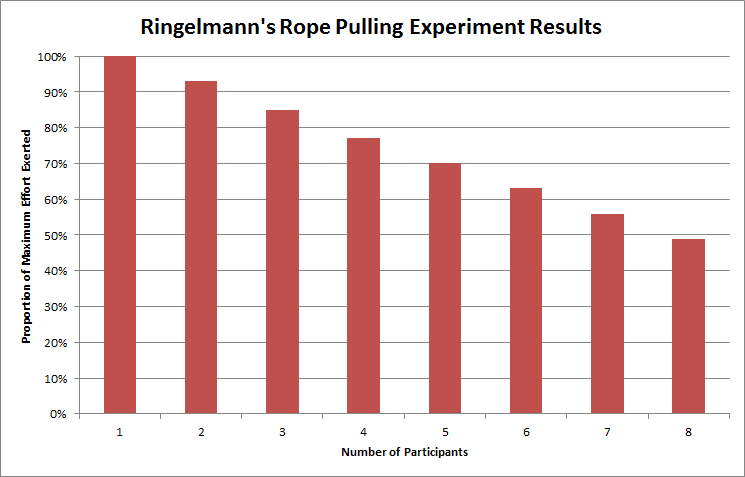
تُظهر تجربة رينجلمان أنه كلما زاد عدد المشاركين الذين يشدّون حبلًا، كلما قلّت الجهود القصوى التي قدمها كل شخص من المشاركين.

أول بحث معروف حول تأثير التراخي الاجتماعي بدأ في عام 1913 مع دراسة ماكس رينجلمان. وجد أنه عندما طلب من مجموعة من الرجال شد الحبل، لم يسحبوا بقوة جماعية كما فعلوا عندما كان كل شخص يشد الحبل بمفرده. لم يميّز هذا البحث بين ما إذا كان هذا النتيجة للجهود الضعيفة المبذولة من قبل الأفراد في المجموعة أو لضعف التنسيق داخل المجموعة.
في عام 1974، كرر ألان إنجهام وجيمس غريفز، إلى جانب زملائهم تجربة رينجلمان باستخدام نوعين من المجموعات:
1. مجموعات مع مشاركين حقيقيين في مجموعات مختلفة الأحجام (متوافقة مع أعداد رينجلمان)
2. مجموعات وهمية تحتوي على مشارك واحد فقط. في المجموعات الوهمية، تظاهر مساعدو الباحثين بالشد على الحبل.

وأظهرت النتائج انخفاضاً في أداء المشاركين، حيث أبدى المشاركون الذين بذلوا جهوداً متساوية الانخفاض الأكبر. وبما أن المجموعات الوهمية كانت منعزلة عن تأثيرات التنسيق (نظرًا لعدم سحب مساعدي المشارك الحبل بشكل فعلي)، فقد أثبت إنجهام أن التواصل وحده لا يمكن أن يفسر انخفاض الجهود، وأن الخسائر التحفيزية كانت السبب الأكثر احتمالاً للانخفاض في الأداء.

### تجارب التصفيق والصراخ
على عكس النتائج الأولى لرينجلمان، كرر بيب لاتانيه [الإنجليزية] وزملاؤه النتائج السابقة حول التراخي الاجتماعي، مشيرين إلى أن انخفاض أداء المجموعات يعود إلى انخفاض الجهد الفردي، بدلاً من تدهور الأداء بسبب عدم التنسيق. أظهروا ذلك عن طريق تعميه عيون طلاب الجامعات الذكور في حين جعلوهم يرتدون سماعات الرأس التي تخفي جميع الأصوات. ثم طلبوا منهم الصراخ في مجموعات حقيقية ومجموعات وهمية حيث يصرخون بمفردهم ولكنهم يعتقدون أنهم يصرخون مع الآخرين. عندما يعتقد المشاركون أن شخصًا آخر واحد يصرخ، يصرخون بشدة 82% من قوتهم الفردية، ولكن مع خمسة آخرين، ينخفض جهدهم إلى 74%.
وخلص لاتانيه وزملاؤه إلى أن زيادة عدد الأشخاص في المجموعة تقلل الضغط الاجتماعي النسبي على كل شخص: "إذا لم تكن المداخل الفردية محددة، فقد يقلل الشخص من العمل الشاق. وبالتالي، إذا كان الشخص يقسم العمل المنجز أو كمية المكافأة التي يتوقع الحصول عليها، فسيعمل بجهد أقل في المجموعات".

### دراسة التحليل التلوي ونموذج الجهد الجماعي
في عام 1993 التحليل التلوي، اقترح كاراو وويليامز نموذج الجهد الجماعي، والذي يستخدم لتوليد التنبؤات. يدمج نموذج الجهد الجماعي نظريات التوقع مع نظريات المقارنة الاجتماعية على مستوى المجموعة والهوية الاجتماعية لحساب الدراسات التي تدرس الجهد الفردي في البيئات الجماعية. يقترح النموذج، من حيث الحالة النفسية، أن تكون القوة الدافعة الناتجة تساوي توقعات الفرد للأداء مضروبة بالأهمية المرتبطة بالأداء مضروبة بقيمة النتائج المرتقبة.
خلص كاراو وزملاؤه إلى أن التراخي الاجتماعي يحدث لأنه يوجد اعتماد أقوى معتادًا على الجهد الفردي والنتائج المرغوبة المرتبطة به، عند العمل بشكل فردي. وعند العمل جماعيًا، يتحكم العديد من العوامل الأخرى بالأداء، وتقسم النتائج المرغوبة بين جميع أعضاء المجموعة. ويفترض أن يحاول الأفراد جميعًا تحقيق أقصى قدر ممكن من الفائدة المتوقعة من أفعالهم. كما يقر نموذج الجهد الجماعي بأن بعض النتائج المرغوبة لا تعتمد على الأداء. على سبيل المثال، يمكن أن يؤدي بذل جهد كبير عند العمل على مهام ذات مغزى ذاتي أو مع أعضاء فريق ذوي احترام كبير إلى الشعور بالرضا عن الذات أو الحصول على موافقة من المجموعة، حتى لو كان للجهد الكبير تأثير ضئيل أو لا يوجد تأثير على النتائج الملموسة للأداء.
تضمن استخدام كاراو وويليامز لنموذج الجهد الجماعي (CEM) عدة نتائج ملحوظة، بما في ذلك:
- تقليل حجم التراخي الاجتماعي بالنسبة للنساء والأفراد القادمين من الثقافات الشرقية.
- من المرجح أن يتراخي الأفراد عندما يُتوقعون من زملائهم في العمل أن يعملوا بشكل جيد.
- يقلل الأفراد من التراخي الاجتماعي عند العمل مع المعارف ولا يتراخيون على الإطلاق عندما يعملون في مجموعات ذات قيمة عالية.[1]

### المجموعات المشتتة مقابل المجموعات المتناثرة
في دراسة أجريت عام 2005 من قبل لاكو شيدامبارام ولي لاي تونغ، استند نموذج بحثهم على نظرية التأثير الاجتماعي التي طرحها لاتانيه، وافترضوا أنه مع زيادة حجم المجموعة وتفرق أعضائها، سيتأثر عمل المجموعة في المجالات التالية: سيقدم الأعضاء مساهمات أقل من حيث الكم والجودة، سيكون الإنتاج النهائي للمجموعة منخفض الجودة، وسيتأثر إنتاج المجموعة بالعوامل الفردية والسياقية.
قسمت عينة مكونة من 240 طالبًا في كلية الأعمال إلى أربعين فريقًا عشوائيًا (نصف الفرق كانت من أربعة أشخاص والنصف الآخر من ثمانية أشخاص) وعينوا عشوائيًا إلى إعداد مجتمعة أو مجموعة متفرقة. وكان من المفترض على المشاركين إكمال مهمة تتضمن تمثيل مجلس إدارة مزرعة للنبيذ تواجه مشاكل في صورتها العامة. وكانوا مطالبين بالبحث عن بدائل ومناقشتها، وعليهم في النهاية تقديم بديل مع الأسباب المنطقية. عملت المجموعات المجتمعة في مكان واحد على طاولة معًا، في حين قامت المجموعات المتفرقة بنفس المهمة على أجهزة الكمبيوتر المنفصلة التي تسمح بالاتصال الإلكتروني الشبكي. واستخدمت نفس التكنولوجيا من قبل المجموعات المجتمعة والمتفرقة.
وجد شيدامبارام وتونغ أن حجم المجموعة يلعب دورًا كبيرًا في أداء المجموعة. كلما كانت المجموعة أصغر، كان الأعضاء أكثر احتمالًا للمشاركة، بغض النظر عن التفرق (متفرقة أو مجتمعة في موقع واحد). الفرق الرئيسي المذكور بين المجموعات المتفرقة والمجموعات المجتمعة في موقع واحد هو الضغط الاجتماعي الموجود في المجموعات المجتمعة في موقع واحد على الأقل للظهور مشغولين. عندما يكون الآخرون حاضرين، يشعر الناس بالحاجة للظهور كما لو أنهم يعملون بجد، في حين أن الذين لا يكونون في وجود الآخرين لا يشعرون بذلك.

## نوع الجنس والتراخي الاجتماعي
في عام 1985، وجد جابرينيا، وانج، ولاتانيه أن التراخي الاجتماعي يختلف بين الرجال والنساء في الثقافات الصينية والأمريكية. فقد عبرت النساء عن تراخي اجتماعي أقل مقارنة بالرجال في ثقافات مختلفة. وأشار الباحثون إلى أنه بغض النظر عن التغير في الأدوار الاجتماعية والوراثية والتاريخية، فإن الرجال يميلون للفردية أكثر، بينما النساء أكثر ارتباطاً بالآخرين.
في عام 1999، أجرى ناوكي كوغيهارا دراسة أخرى في اليابان حول اتجاهات التراخي الاجتماعي باستخدام أساليب مشابهة لتجربة شد الحبل التي أجراها ماكس رينجلمان. واكتشف أنه عندما يكونوا في مجموعة، يبدي 40% أكثر من الرجال قلة الجهد عند أداء المهمة مقارنة بالنساء، ويرجع الفرق إلى ميولهم للتفكير في الذات المترابطة بشكل أكبر.

## تأثير الثقافة
في عام 1989، افترض كريستوفر إيرلي أن يخفف التراخي الاجتماعي في الثقافات التي تركز بشكل أكبر على تحقيق الإنجازات الجماعية بدلاً من الإنجازات الفردية. وأجرى دراسة في الولايات المتحدة والصين، حيث يعتبران متضادين في تقديرهما الثقافي للمجموعات (حيث تكون الولايات المتحدة أكثر فردية والصين أكثر جماعية).، من أجل تحديد ما إذا كان هناك اختلاف في التراخي الاجتماعي موجوداً بين الثقافتين.
شكل إيرلي مجموعات من البلدين يتشابهون في الصفات السكانية وفي الوقت الذي يقضونه مع بعضهم البعض (لقد عرف المشاركون في كل مجموعة بعضهم البعض لمدة ثلاثة إلى خمسة أسابيع). وتم تكليف كل مجموعة بإكمال أشكال مختلفة من الأوراق الإدارية المماثلة للعمل الذي يتطلب منهم القيام به في مهنتهم. وتم تصميم الأوراق الإدارية لتستغرق من عشرين دقيقة إلى خمس دقائق للعنصر الواحد، وتم تسليم العناصر المكتملة إلى مساعد عند الانتهاء منها بحيث لا يستطيع أحد تقييم عملهم بالمقارنة مع الآخرين. وتم إعطاء كل مشارك 60 دقيقة لإكمال أكبر عدد ممكن من العناصر، وتم تقسيمهم إلى مجموعة عالية المساءلة، حيث قيل لهم أنهم يحتاجون إلى تحقيق هدف جماعي، أو مجموعة منخفضة المساءلة، حيث قيل لهم أنهم يحتاجون إلى تحقيق الهدف بمفردهم. وتم تقسيمهم أيضًا إلى مجموعات عالية ومنخفضة المسؤولية المشتركة. ووجد أن الأشخاص الذين يميلون بشكل كبير إلى الفردية يؤديون بشكل أسوأ في المهمة عندما تكون المسؤولية المشتركة عالية والمساءلة منخفضة بالمقارنة مع الحالة التي تكون فيها المساءلة عالية. ومع ذلك، كان الأداء أفضل بعض الشيء لدى الجماعيين عندما كانت المسؤولية المشتركة عالية، بغض النظر عن مدى المساءلة المفترضة لهم، بالمقارنة مع العمل بمفردهم. ويشير هذا الدليل إلى أن التفكير الجماعي يقلل من تأثير التراخي الاجتماعي. وأظهر دليل آخر من دراسة مماثلة أن هذا التأثير يتعلق بالتفكير الجماعي وليس بالجنسية، حيث أن العاملين الصينيين الذين يميلون إلى الفردانية أظهروا تأثير التراخي الاجتماعي.

## الأسباب

### انتشار المسؤولية
بمجرد زيادة عدد الأشخاص في المجموعة أو الفريق، يميل الناس إلى الشعور بالتجريد عن الهوية الفردية. يعرف هذا المصطلح كلاً من الانفصال عن التحقيقات الفردية وتقليل المساءلة الشخصية، مما يؤدي إلى تقليل الجهد المبذول من قبل الأفراد في بيئات العمل التعاونية. وبالتالي، يمكن أن يؤدي هذا الظاهرة إلى تقليل كفاءة المجموعة الإجمالية لأنها معدومة الفعالية وصعبة التصحيح. وبمجرد التعرف عليها من قبل قائد المجموعة أو الفريق، فإنه يتحمل مسؤولية إعادة التقييم ووضع قواعد وتوقعات جديدة للجميع.
يمكن أن يشعر الناس ببساطة بأنهم "ضائعون في الحشد"، لذلك يشعرون بأنه لن تُكافأ جهودهم حتى لو بذلوا هذه الجهود. ويمكن أن تتسبب هذه الفكرة أيضًا في شعور الناس بأنه يمكنهم ببساطة "الاختباء في الحشد" وتجنب الآثار السلبية لعدم اقحام أنفسهم.
عندما يتضاءل الحماس للهدف العام أو المهمة، فإن المساهمة الإجمالية ستنخفض. وعندما يشعر الشخص بأن جهوده الإجمالية تقل أو أنها غير مهمة، فمن المرجح أن يصبح "متراخياً اجتماعيًا" ولا يساهم بشكل فعّال في العمل الجماعي.
الدافعية
أظهرت الأدبيات النفسية الاجتماعية أن مستوى الدافعية الذي يمتلكه الشخص للمشاركة في النشاط يؤثر على سلوكه في بيئة العمل الجماعي. وجد كاراو وويليامز (1993، 2001)، والذي يعرف باسم نموذج الجهد الجماعي، أن الأفراد الذين يمتلكون مزيدًا من الدافعية هم أكثر عرضة للمشاركة في التيسير اجتماعي (أي زيادة الجهود عند وجود الآخرين) بينما يميل الأفراد الذين لديهم دافعية أقل إلى الانخراط في التراخي الاجتماعي. حدد الباحثون عاملين يحددان دافع الفرد، وبالتالي ما إذا كان الفرد سيلجأ إلى التراخي الاجتماعي مقابل التيسير الاجتماعي أم لا، والعاملان يشملان توقعات الفرد حول تحقيق الهدف والقيمة المتصورة للهدف.
وبالتالي، ستؤثر موقف الشخص تجاه هذين العاملين على مستوى دافعيته وسلوكه في المجموعة بعد ذلك. وجد كاراو وويليامز (1993، 2001) أن الدافعية كانت أعلى عندما يعتقد الفرد أن الهدف سهل التحقيق وذو قيمة كبيرة. وعلى الجانب الآخر، كانت الدافعيةأقل عندما يبدو الهدف مستحيلًا ولا يمتلك أي قيمة.
للأسف، يمكن أن يؤثر وجود المجموعة على تصور الفرد لهذين العاملين بعدة طرق. على سبيل المثال، يمكن أن يقلل أو يزيد العمل في المجموعة من توقعات الفرد لتحقيق الهدف. وبناءً على صفات أعضاء المجموعة، قد يجد الفرد نفسه في مجموعة من أصحاب الإنجازات العالية الذين يعملون بجد ويضمنون النجاح، في حين يمكن أن يجد آخر نفسه في مجموعة من الأشخاص الكسالى أو المنحرفين، ممّا يجعل النجاح يبدو غير متاح. وبالتالي، فإن الرابطة بين جهود الفرد الشخصية والنجاح ليست مباشرة، حيث يؤثر نجاحنا على عمل الآخرين. وبالمثل، يمكن أن يكون قيمة الهدف مشروطة بأعضاء المجموعة. على سبيل المثال، إذا كان علينا مشاركة النجاح مع جميع أعضاء المجموعة، فإن قيمة الهدف تقل مقارنة بقيمة الهدف من وجهة نظر الفرد. وبالتالي، فإن ديناميكية المجموعة هي مفتاح هام لتحديد دافعية الشخص واحتمالية التراخي الاجتماعي. وثمة عوامل إضافية أخرى تؤثر على احتمالية التراخي الاجتماعي، تشمل الجنس، الخلفية الثقافية وتعقيد المهمة.

### الاستغناء عن الجهد
عندما لا يشعر عضو المجموعة بأن جهوده مبررة في سياق المجموعة، فسيكون أقل استعدادًا لبذل الجهد. وإذا كان حجم المجموعة كبيرًا، يمكن أن يشعر الأعضاء بأن مساهمتهم لن تكون ذات قيمة كبيرة للهدف العام لأن الكثير من المساهمات الأخرى قد يحدث أو ينبغي حدوثها. وهذا يدفع الناس إلى عدم المساهمة بقدر كبير أو عدم المساهمة على الإطلاق في المجموعات الكبيرة كما يمكن أن يحدث في المجموعات الأصغر حجماً.
من الأمثلة على ذلك هو التصويت في الولايات المتحدة. على الرغم من أن معظم الناس يقولون إن التصويت مهم وحق يجب ممارسته، فإن نسبة صغيرة جدًا من الأمريكيين يتوجهون للتصويت في كل انتخابات، خاصة في الانتخابات الرئاسية (51% فقط في الانتخابات الرئاسية لعام 2000). يمكن أن يشعر الفرد بأن صوته صغير جدًا في مجموعة من الملايين، لذلك قد لا يعتبر الناس أن التصويت يستحق الوقت والجهد. إذا كان الكثير من الناس يفكرون بهذه الطريقة، فإن نسبة المشاركة الانتخابية ستكون منخفضة. تفرض بعض البلدان التصويت الإجباري للحد من هذا التأثير وضمان زيادة نسبة المشاركة الانتخابية.

### تأثير "المغفل" أو المنعطف السلبي
بعض الأشخاص يشعرون بأن الآخرين في المجموعة سيتركونهم يقومون بكل العمل في حين يحصلون على الاعتراف بالجهود. وبما أن الناس لا يرغبون في الشعور بأنهم "مغفلين"، فينتظرون لمعرفة مدى الجهود التي يبذلها الآخرون في المجموعة قبل أن يقوموا بأي جهد. إذا حاول جميع الأعضاء تجنب أن يكونوا "مغفلين"، فإن جهود الجميع ستكون بشكل كبير أقل مما كانت عليه إذا كانوا جميعاً يعملون بأقصى جهدهم.
على سبيل المثال، في بيئة العمل، تأسيس ثقافة الغياب يخلق موقفاً يفترض أن جميع الموظفين يستحقون عدداً معيناً من أيام الغياب، بغض النظر عما إذا كانوا مرضى فعلياً أم لا. وبالتالي، إذا لم يستخدم أحد الموظفين الحد الأقصى لأيام الغياب، "فإنه قد يشعر بأن لديه حصة غير عادلة".

### النسبة والإنصاف؛ مطابقة الجهد
اقترح جاكسون وويليامز (1985) أنه إذا شعر شخص ما بأن الآخرين في المجموعة يتهاونون أو أن الآخرين سيكسلون، فإنه سيخفض جهده ليتطابق مع جهود الآخرين. يمكن أن يحدث هذا سواء كان من الواضح أن الآخرين يتهاونون أو إذا كان شخص ما يعتقد ببساطة أن المجموعة تتهاون. على سبيل المثال، في الدراسة التي أجريت من قبل لاتين وآخرون، إذا سمع المشارك صوتًا أقل بكثير ممّا كان متوقعًا من الآخرين، فقد يخفض جهده في محاولة لمعادلة جهود الآخرين بدلاً من السعي لتحقيق الأفضلية.

### تحديد هدف فرعي
عند وضع هدف يستند إلى التحسين، قد يشعر الناس بأن هناك مستوى معين يجب تحقيقه من قبل المجموعة. وبسبب ذلك، يشعرون بأنه يمكنهم العمل بجهد أقل لتحقيق التأثير المرجو بصورة عام.
على سبيل المثال، في دراسة لاتين وآخرين عن الصفير والصراخ، إذا كان شخص وحيد ولكن قيل له أنه جزء من مجموعة تصرخ أو تصفق، فقد يعتقد بأن هناك مستوى معين من الضوضاء الذي يحاولون تحقيقه المشاركون في الدراسة، وبالتالي يفترض بأنه يمكنه العمل بجهد أقل لتحقيق هذا المستوى وذلك يعتمد على حجم المجموعة.

### عدم المشاركة
يرتبط التراخي الاجتماعي بعدم مشاركة الأفراد في المجموعة. وأظهرت الدراسات أن المجموعات التي لم يشارك أعضاؤها بشكل شخصي في المشروع تتعرض لمخاطر أكبر للتراخي الاجتماعي. إذ عندما يستطيع أعضاء المجموعة تقديم مساهمة فريدة من نوعها وتكمل المشروع، فمن غير المرجح حدوث التراخي الاجتماعي. يمكن اعتبار المساهمة فريدة من نوعها، إذا كان لكل عضو مهمة محددة يمكنه فقط القيام بها والمساهمة في إنجاز المشروع. وأكد الباحثون من جامعة تكساس ويسليان أن "الأفراد أقل عرضة للتراخي الاجتماعي عندما يشعرون بأن المساهمة التي يقدمونها فريدة من نوعها، ولا يمكن لأي عضو آخر في المجموعة المساهمة بالمهارات التي يتمتعون بها في المهمة". عندما يشعر الأفراد بأن المشروع يهمهم شخصياً، فهم أكثر اندماجاً فيه ويولونه اهتماماً أكبر. وبالتالي، فإنهم لن يمارسوا التراخي الاجتماعي ولن يتخلوا عن مسؤولياتهم في المشروع.

### سلوك المتفرّج
سلوك المتفرج هو التأثير المثبط لوجود الآخرين على استعداد الشخص للمساعدة في حالة الحاجة. عندما يكون حجم المجموعة كبيرًا، فسيكون هناك سلوك المتفرج. إذا كان شخص ما في ورطة، فمن غير المرجح أن يُساعد إذا كان هناك آخرون حاضرين. يفترض الناس أن شخصًا آخر سيتدخل ويقدم المساعدة. ومن الملاحظ أنه حتى في حالات الطوارئ، فإن المتفرج عادة ما يكون أقل عرضة للمساعدة.

### التوقع
تؤثر توقعات الفرد أيضًا على سلوكه؛ إذا كان حجم المجموعة كبيرًا ويعتقد الشخص أن الآخرين سيكونون غير مبالين أو لن يبذلون الكثير من الجهد، فقد يفكر شخص ما في المجموعة، لماذا يجب عليَّ بذل الجهد؟ توقعات الفرد، إذا لم تتحقق، يمكن أن تؤدي إلى تقليل إنتاجية الموظفين.

### في المجموعة وخارج المجموعة
التراخي الاجتماعي يؤثر على تماسك المجموعة ويمكن أن يؤدي إلى وجود مجموعة داخلية ومجموعة خارجية. المجموعة الداخلية تعمل بجد وتبذل قصارى جهدها للمساهمة في نجاح المجموعة بأكملها، بينما المجموعة الخارجية هي تلك التي لا تساهم كثيرًا وتكون كسولة. يمكن أن يؤدي هذا إلى زيادة الصراعات بين الموظفين مما يؤدي إلى تقليل الإنتاجية.

### أهداف معقدة
بعض الأفراد لا يبذلون الكثير من الجهد عندما يلاحظون أن الأهداف التي حددها الإدارة تعتبر معقدة وصعبة التحقيق. لذلك، عندما يكون حجم المجموعة كبيرًا، فإن بعض الموظفين لا يهتمون بالعمل بجهد كامل في المشاريع.

### أهداف قابلة للتحقيق
على الجانب الآخر، عندما تكون الأهداف سهلة وواضحة ولا تمثل أي تحدي للموظفين، فإنهم يشعرون بعدم الحماس والتحفيز لتحقيق هذه الأهداف. وبالتالي، فإنهم لا يبديون اهتمامًا كبيرًا في تحقيق تلك الأهداف.

### عقدة النقص
وضع الموظفين الذين يمتلكون مهارات أقل أو يقومون بأداء متوسط في مجموعة تضم الموظفين أكثر كفاءة في العادة قد يؤدي إلى تطور شعور بالدونية، مما يؤدي إلى أن يعتمد الموظفون المتوسطون على الأعضاء الأكثر كفاءة في الفريق لإنجاز المهام.

## عواقب التراخي الاجتماعي

### استراتيجيات تحفيزية
التراخي الاجتماعي يمكن أن يؤدي إلى آثار سلبية على المجموعة أو الفرد في مكان العمل. فبعض الأفراد يمكن أن يعتبروا كسالى أو غير متعاونين، وهذا يمكن أن يؤدي إلى تقليل التحفيز لدى المجموعة بأكملها.

### التأثير على الأفراد
يمكن أن تؤثر التراخي الاجتماعي على الأفراد داخل المجموعة أيضًا. بدلاً من التركيز على التميز وتحقيق الهدف، قد تبدأ المجموعة في مقارنة جهودهم بتلك المحيطة بهم، ويمكن أن يؤدي ذلك إلى تقليل مشاعرهم ورضاهم وتقليل أدائهم بشكل محتمل. إذا شعر الأفراد بأن الآخرين يقومون بعمل أقل، قد يشعرون بأنهم مستغلون وبالتالي يقللون من كمية العمل الذي يقومون به، ويفقدون الحماس.

## أمثلة من واقع الحياة

### 1994 حادث إسقاط بلاك هوك
في 14 أبريل 1994، أسقطت مقاتلتان أمريكيتان من طراز F-15 عن طريق الخطأ طائرتي هليكوبتر من طراز بلاك هوك للجيش الأمريكي فوق شمال العراق،، ممّا أسفر عن مقتل 26 جنديًا كانوا على متنها. حقق في تفاصيل الحادث البروفيسور في الأكاديمية العسكرية الأمريكية سكوت سنوك، وذكرها في كتابه نيران صديقة.
في تلخيصه لمغالطة التكرار الاجتماعي، يشير سنوك إلى التراخي الاجتماعي بوصفه مساهماً في فشل فريق طائرات أواكس في تتبع طائرات الهليكوبتر ومنع سقوطها، ويؤكد أن المسؤولية "انتشرت بفعل قوانين التأثير الاجتماعي وعلاقات السلطة المشوشة بحيث لم يشعر أحد بأنه مضطر للتصرف".

### التراخي الاجتماعي ومكان العمل
وفقًا لـ هوي هون تان ومين-لي تان، فإن التراخي الاجتماعي هو مجال مهم للاهتمام به من أجل فهم عمل المجموعات. في حين أن السلوك المتمثل في السلوك التطوعي المؤسسي [الإنجليزية] يمكن أن يؤدي إلى زيادات في الإنتاجية، إلا أن كلا السلوكين يمكن أن يؤثر بشكل كبير على أداء المؤسسات. التراخي الاجتماعي هو سلوك يرغب المؤسسات في القضاء عليه. فهم كيفية ولماذا يصبح الأفراد "متراخياً اجتماعياً" هو أمر حاسم للوظائف الفعالة والتنافسية والفاعلية للمؤسسة.
يذكر جيمس لارسن في مقاله "التراخي في العمل" بعض الأمثلة عن الرتاخي الاجتماعي في مكان العمل. على سبيل المثال، يعمل بعض العمال بجد على موقع البناء في حين يتراخى بعض زملائهم على جدران الصخور أو يتكئون على مجاري الحفر دون فعل أي شيء. كما يذكر مثالاً آخر في مطعم ماكدونالدز حيث يتراخى بعض الموظفين في حين يكون آخرون متحمسين لتلقي الطلبات. تعبر هذه السيناريوهات جميعاً عن المشكلات التي يخلقها التراخي الاجتماعي في مكان العمل، وتسعى الشركات لإيجاد طريقة لمواجهة هذه الاتجاهات.
يذكر لارسن طرقًا يمكن للشركات استخدامها لمواجهة الآثار السلبية للتراخي الاجتماعي. فعلى سبيل المثال، أظهرت الأبحاث أنه إذا قيس أداء كل موظف بشكل فردي، فسيضع المزيد من الجهد مقارنة في حالة عدم القياس. كما يهتم كينيث برايس من جامعة تكساس بفكرة التراخي الاجتماعي، فقد أجرى تجربة حول التراخي الاجتماعي لدراسة ما إذا كان عاملان رئيسيان يلعبان دوراً في طريقة ظهور التراخي الاجتماعي في مجموعات العمل وهما الاستغناء والعدالة. شملت التجربة 514 شخصًا قسموا إلى 144 فريقًا يجتمعون لمدة 14 أسبوعًا، وتتطلب المشاريع المسندة لهؤلاء الأشخاص مهارات متنوعة من العديد من الأفراد المختلفين لإتمامها بشكل كامل، وأظهرت نتائج التجربة بالفعل تأكيد اشتباهات برايس في العاملين الرئيسين، وهما الاستغناء والعدالة.
يصف برايس الاستغناء في المجموعة عندما ينضم الموظفون إلى مجموعة عمل ويبدؤون بسرعة في تقييم مهاراتهم مقارنة بمهارات زملائهم. إذا شعروا بأن مهاراتهم أقل من تلك الموجودة حولهم، فسيميلون إلى الجلوس والسماح للعاملين الماهرين بتحمل العبء الأكبر من العمل. أما العدالة في المجموعة، فهي عندما يشعر بعض أعضاء المجموعة بأن صوتهم لا يسمع في صنع القرار بسبب عرقهم أو جنسهم أو عوامل أخرى تعتبر تعسفية. بدلاً من النضال من أجل سماع صوتهم، يقرر العديد من أعضاء المجموعة التراخي عن المبادرة في هذه الحالات.

### المجتمعات والمجموعات على الإنترنت
البحث المتعلق بالتراخي الاجتماعي عبر الإنترنت ضئيل نسبيًا حاليًا، ولكنه آخذ في الازدياد.
أظهرت دراسة عام 2008 لـ 227 طالبًا وطالبة مسجلين في دورات عبر الإنترنت في كلية الحرب البحرية وجامعة عامة أن التراخي الاجتماعي ليس فقط موجوداً، بل قد يكون شائعًا في فصول التعلم عبر الإنترنت. على الرغم من أن 2% فقط من طلاب كلية الحرب البحرية و8% من طلاب الجامعة العامة أبلغوا عن التراخي الاجتماعي، إلا أن 8% من طلاب كلية الحرب البحرية و77% من طلاب الجامعة العامة شعروا بوجود التراخي الاجتماعي لدى الآخرين. وأظهرت النتائج الإضافية تأكيدًا على العثورات السابقة للتراخي الاجتماعي في الوجه إلى الوجه من الدراسات السابقة. وخلص الباحثون إلى أن الظلم في توزيع الأجور يزيد من التراخي الاجتماعي، ويشير إلى أن الشعور بالهيمنة الذاتية يؤثر سلبًا على المشاركة الفردية في الأنشطة الجماعية.
يؤثر التراخي الاجتماعي، المعروف أيضًا باسم "التَرَصّد"، بشكل كبير على تطور ونمو المجتمعات الإلكترونية. يشير هذا المصطلح إلى ميلا الأفراد إلى إنفاق جهد أقل عند العمل جماعياً مقارنة بالعمل الفردي. تهذه الظاهرة تشبه إلى حد كبير ميل الأشخاص للمشاركة في مشروع جماعي، ولكنهم يعتمدون بشكل كبير على عدد قليل من الأفراد لإنجاز العمل. وعمومًا، يتابع المتراخون اجتماعياً بانتظام مناقشات ومحتويات المجتمعات الإلكترونية، لكنهم يختارون عدم التوسع في المشاركات أو إضافة معرفتهم للمجتمع. بالإضافة إلى ذلك، المشاركة في المجتمعات الإلكترونية عادة ما تكون طوعية؛ وبالتالي لا يوجد ضمان بأن أعضاء المجتمع سيساهمون في إثراء محتوى الموقع، أو المشاركة في المنتدى، أو لوحة الإعلانات، أو أي شكل آخر من أشكال المشاركة الإلكترونية. ويبلغ معدل المتخلفين الاجتماعيين أكثر من 90% في عدة مجموعات على الإنترنت.
السبب الرئيسي الذي يجعل الناس يختارون عدم المشاركة في المجتمعات الإلكترونية ليس بالتراخي، ولكنه في الواقع يعود إلى اعتقاد المساهمين المحتملين بأن مساهماتهم لن تُأخذ على محمل الجد أو لن تعتمد بالشكل الذي يستحقونه. عندما يقيم الناس المخاطر المرتبطة بالمشاركة في المجتمعات الإلكترونية، فإنهم عادة ما يتجنبون المشاركة بسبب عدم اليقين حيال هوية المساهمين والقراء الآخرين، وخوفهم من أن تقلل قيمة عملهم.

#### الآثار المرتبطة بالعمر على المشاركة
على الرغم من أن الدراسات تبرر فكرة أن الناس في كثير من الأحيان لا يساهمون في المجتمعات الإلكترونية، إلا أن بعض الأبحاث تشير إلى أن البالغين الأكبر سنًا أكثر عرضة للمشاركة في المجتمعات الإلكترونية من الأشخاص الأصغر سنًا لأن الأجيال المختلفة تستخدم الإنترنت بطرق مختلفة. على سبيل المثال، "يتجه البالغون الأكبر سنًا أكثر إلى البحث عن معلومات صحية، وإجراء عمليات شراء، والبحث عن معلومات دينية، ولكنهم أقل عرضة لمشاهدة الفيديوهات، وتحميل الموسيقى، ولعب الألعاب، وقراءة المدونات على الإنترنت". ربما يكون ذلك نتيجة جزئية لحقيقة أن بعض المجتمعات الإلكترونية تستهدف الأجيال الأكبر سنًا. فعادةً ما يحدد محتوى الموقع ما إذا كانت فئة عمرية معينة ستستخدم الموقع أو ستزوره، ونظرًا لأن العديد من أشكال المجتمعات الإلكترونية تظهر على مواقع تركز اهتمامها على البالغين الأكبر سنًا، فإن المشاركة عادة ما تكون أعلى. وبالإضافة إلى ذلك، فإن سهولة وتوفر تشغيل المواقع التي تستضيف المجتمع الإلكتروني قد تلعب دورًا في الفئة العمرية الأكثر عرضة للمشاركة. على سبيل المثال، فإن بعض المجتمعات الإلكترونية الموجهة نحو البالغين الأكبر سنًا قد بسطت تصميم مواقعها لتحسين مظهرها وإمكانية استخدامها للبالغين الأكبر سنًا.

## التقليل
وفقًا لدان جيه روثويل، يتطلب الأمر "العناصر الثلاثة للتحفيز" لتحفيز المجموعة: التعاون والمحتوى والاختيار. وبالتالي، قد يكون الرد على التراخي الاجتماعي هو الدافع. إذ قد لا تحفز البيئة التنافسية بالضرورة أعضاء المجموعة.
1. التعاون هو وسيلة لإشراك الجميع في المجموعة من خلال تكليف كل عضو بمهام خاصة وذات مغزى.[34] إنها طريقة لأعضاء المجموعة لتبادل المعرفة والمهام التي يتعين القيام بها دون كلل. على سبيل المثال، إذا كانت سالي وبول متراخيين لأنهما لم يكلفان بمهام محددة، فإن إعطاء بول واجب تدوين الملاحظات وسالي واجب العصف الذهني سيجعلهما يشعران بأنهما مهمان للمجموعة. وسيكون من غير المرجح أن يرغبان في خذلان المجموعة، لأن لديهما التزامات محددة لإكمالها.
2. يحدد المحتوى أهمية المهام المحددة للفرد داخل المجموعة. إذا رأى أعضاء المجموعة أن دورهم ينطوي على إكمال مهمة جديرة، فمن المرجح أن يقوموا بها. على سبيل المثال، قد تستمتع سالي بالعصف الذهني، لأنها تعلم أنها ستجلب الكثير للمجموعة إذا أوفت بهذا الالتزام. إنها تشعر أن التزامها سيقدر من قبل المجموعة.
3. يمنح الاختيار أعضاء المجموعة الفرصة لاختيار المهمة التي يريدون القيام بها. يؤدي تعيين الأدوار في مجموعة إلى الشكاوى والإحباط. إن السماح لأعضاء المجموعة بحرية اختيار دورهم يجعل التراخي الاجتماعي أقل أهمية، ويشجع الأعضاء على العمل معًا كفريق واحد.

يؤكد تومسون أن القدرة والدافع هما عنصران أساسيان، ولكنهما غير كافيين لضمان وظيفة الفريق بشكل فعال. يجب على الفريق أيضًا تنسيق مهارات أعضائه، وجهودهم، وأفعالهم من أجل تحقيق هدفه بشكل فعال. ويمكن تقسيم توصيات تومسون إلى استراتيجيات الدافعية واستراتيجيات التنسيق:
| استراتيجيات التحفيز | استراتيجيات التنسيق |
| --- | --- |
| - زيادة إمكانية التعرف - تعزيز المشاركة - مكافأة أعضاء الفريق على الأداء - تعزيز تماسك الفريق - زيادة المسؤولية الشخصية - استخدم اتفاقيات مع أعضاء الفريق - تقديم مراجعات أداء الفريق وردود الفعل | - باستخدام فرق مكونة من أقل من عشرة أعضاء - وجود جدول أعمال - تدريب أعضاء الفريق معًا - قضاء المزيد من الوقت في التدريب - التقليل من الوسطاء في التواصل - وضع معايير أداء واضحة |

### استراتيجيات تحفيزية

#### زيادة قابلية تحديد الهوية
تشير دراسات التراخي الاجتماعي إلى أن الأفراد يكونون أقل إنتاجية عندما يعملون مع الآخرين، ولكن دراسات التيسير اجتماعي أظهرت أن الأفراد يكونون أكثر إنتاجية عندما يكون الآخرون حاضرين (على الأقل في المهام السهلة). وإذا كان الأفراد في المجموعة يعرفون بعضهم البعض ويشعرون بعدم قدرة التعرف على إنتاجيتهم الفردية أو مساهماتهم في العمل الجماعي، فمن المرجح حدوث التراخي الاجتماعي.

#### قلل من الركوب المجاني
يحدث الركوب المجاني عندما يقوم بعض أعضاء الفريق بعمل أقل لأن بعض المنافع تعود على الآخرين. ومع مشاركة الآخرين بأفكارهم، يمكن أن يشعر الأفراد بعدم الحماس للعمل بجد والمساهمة بقدر كافٍ. يرون مساهماتهم الشخصية أقل أهمية أو أقل احتمالًا لأن تؤثر بشكل كبير. للقضاء على هذه الآثار، من المهم جعل أعضاء المجموعة يشعرون أن مساهماتهم ضرورية لنجاح المجموعة. بالإضافة إلى ذلك، من غير المرجح أن يركب شخص ما مجانًا إذا كان في مجموعة صغيرة.

#### تعزيز المشاركة
من غير المرجح حدوث التراخي الاجتماعي عندما يشعر الأفراد بالانخراط في عملهم وعندما يستمتعون بالعمل مع الآخرين في المجموعات. هؤلاء هم الأشخاص الذين يقدرون كل من تجربة الانتماء إلى مجموعة وتحقيق النتائج. كما يقلل التراخي الاجتماعي عندما تكون المهام التي يكلف الأفراد بها صعبة وتحديّة. كما يقلل التراخي الاجتماعي عندما يشارك الأفراد في العمل الجماعي وتتلقى المكافآت الخاصة بهم كفريق بدلاً من الحصول عليها فرديًا.

#### تعزيز تماسك الفريق
تعزيز تماسك الفريق: يحدد مدى تماسك أعضاء المجموعة مقدار التراخي الاجتماعي. ويرتبط هذا المفهوم بنظرية الهوية الاجتماعية، حيث يتميز الفريق العامل بجد بالتوافق بين مهام الفريق وتعريفات أعضائه لأنفسهم. عندما يستمد الأفراد شعورهم بالذات وهويتهم من عضويتهم في المجموعة، يستبدل التراخي الاجتماعي بالعمل الاجتماعي (حيث يبذل الأعضاء جهدًا إضافيًا لصالح المجموعة).

#### تحديد الأهداف
المجموعات التي تحدد أهدافًا واضحة وتحديات تتفوق على المجموعات التي فقد أعضاؤها الرؤية الواضحة لأهدافها. يجب أن تكون أهداف المجموعة تحديًا نسبيًا بدلاً من أن تكون سهلة جدًا للإنجاز. فالمزايا التي يوفرها العمل الجماعي غالبًا ما تضيع عندما يكون المهمة سهلة جدًا بحيث يمكن إنجازها حتى عندما يمارس بعض أعضاء المجموعة التراخي الاجتماعي. لذلك، يجب على المجموعات تحديد معاييرها بشكل عالي، ولكن ليس بشكل يجعل الأهداف غير قابلة للتحقيق. وفي دراسة أجريت من قبل لاثام وبالديس في عام 1975، قُيم الأثر العملي لنظرية تحديد الأهداف للعالم لوك عن طريق إجراء تجربة مع سائقي الشاحنات الذين يحملون الأخشاب من الغابة إلى المطحنة. عندما قيل للرجال في البداية أن يبذلوا قصارى جهدهم عند تحميل الأخشاب، حملوا فقط حوالي 60% من الحمولة التي يمكنهم نقلها قانونيًا. ولكن عندما حث السائقون نفسهم لتحقيق هدف نقل 94% من الحمولة القانونية، زادت كفاءتهم وتحقق هذا الهدف الخاص. وبالتالي، فإن نتائج هذه الدراسة تظهر أن الأداء يتحسن على الفور عند تحديد هدف محدد وتحدي للإنجاز. وأظهرت إجراءات محاسبة التكاليف في الشركة أن هذا الزيادة في الأداء من دون تحديد الأهداف كان يتطلب إنفاق مبلغ ربع مليون دولار فقط على شراء شاحنات إضافية. لذلك، يعد هذا الأسلوب من تحديد الأهداف فعال جدًا. وجدت أبحاث أخرى أن الأهداف الواضحة يمكن أن تحفز عددًا من عمليات تحسين الأداء الأخرى، بما في ذلك زيادة الجهد، والتخطيط الأفضل، والمراقبة الأكثر دقة لجودة عمل المجموعات، وحتى زيادة الالتزام تجاه المجموعة.

#### التقييم الفردي
للحد من التراخي الاجتماعي، يمكن للشركة التركيز على تقييم مساهمة كل فرد بدلاً من النظر فقط إلى إنجازات الفريق بشكل عام. وقد ثبت إحصائيًا أن الأشخاص الذين يمارسون التراخي الاجتماعي سيميلون إلى العمل بجهد أقل بسبب عدم وجود تقييم خارجي أو داخلي لمساهماتهم. وهذا يؤدي إلى تقليل الوعي الذاتي في المجموعة لأن الفريق ككل هو الجسم الوحيد المقيم. (كيرت، 2007).

#### المهام والأدوار والمسؤوليات الشخصية
أحد الأساليب لتجنب التراخي الاجتماعي هو تحديد مهام ومسؤوليات فردية لكل فرد. إذا علم الأفراد أنهم مسؤولون عن مهام معينة أو مسؤوليات محددة داخل المجموعة، فسيعرفون أن الانتباه موجه لهم ومن المرجح أن ينجزوا هذه المهام.

#### المعايير والقواعد
تحديد المواعيد النهائية وتحديد المسؤوليات والمهام يمكن أن يضمن مساهمة الأفراد بشكل أفضل في جهود المجموعة. يجب التأكد من اتباع الجميع للقواعد واللوائح والعمل بمستوى المعايير المحددة في المجموعة.

#### ولاء الفريق
تشجيع الولاء للفريق يمكن أن يحسن أداء الجميع في المجموعة. ومن الصعب تحقيق ذلك ويتطلب معالجة حذرة من قبل قائد الفريق، حيث يجب تشجيع الجميع على الرغبة في أن يكونوا جزءًا من الفريق والرغبة في العمل كجزء من الفريق. على سبيل المثال، يمكن تقديم مكافآت للفريق بأكمله إذا حقق الفريق بأكمله الأهداف.

#### أحجام المجموعات الصغيرة
يمكن تقليل التراخي الاجتماعي عن طريق جعل المجموعة أصغر حجماً قدر الإمكان. فالتراخي الاجتماعي يحدث بشكل أقل عندما يكون حجم المجموعة صغيرًا بين ثلاثة وخمسة أشخاص. ويكون التراخي الاجتماعي أكثر وضوحًا إذا كان أحدهم في المجموعة لا يبذل الكثير من الجهد كما يفعل أعضاء الفريق الآخرون. وإذا كان حجم المجموعة عددًا أقل من الموظفين، فسيحتاجون إلى المساهمة بشكل أكبر حيث لا يوجد مساعدة إضافية حولهم.

#### تقييم الأقران
يعتبر تقييم الأقران طريقة لتقليل التراخي الاجتماعي لأنه عندما يكون أعضاء المجموعة قادرين على مراجعة أعمال بعضهم البعض وانتقادها أو التعليق عليها، فإنه يجعل أعضاء المجموعة يدركون أنهم سيكونون على الفور إذا لم يعملوا على أعمالهم. المشروع وفي نفس الوقت ستكون هناك تداعيات. سيشجعهم ذلك على الانخراط بشكل أعمق في عملهم. يمكن أيضًا اعتبار تقييم الأقران طريقة مثمرة وفعالة لتقديم ملاحظات بناءة. هناك عدة طرق يمكنك من خلالها دمج الملاحظات، سواء كان ذلك لجعل كل عضو يقدم نتائج عمله على فترات، أو إجراء جلسات ملاحظات منتظمة، أو حتى وجود أعضاء في المجموعة.

### تشجيع المساهمات في المجتمعات عبر الإنترنت
يؤكد بيزون ودونالدسون في تحليل أجري عام 2005 أنه يجب إيلاء اهتمام خاص بالفصل الجسدي والعزلة الاجتماعية والمسافة الزمنية المرتبطة بدورات التعليم عن بعد، والتي قد تؤدي إلى التراخي الاجتماعي. وفيما يتعلق بحجم المجموعة، يؤكدون أنه لا يوجد مكسب كبير في المجموعات الصغيرة التي تزيد عن ستة أشخاص ما لم تكن المجموعة تقوم بعملية التفكير المشترك، وأن حجم المجموعة المثالي قد يكون خمسة أفراد. وتشمل الاقتراحات التي لديهم للمجموعات عبر الإنترنت توضيح الأدوار والمسؤوليات، وتوفير بيانات الأداء للمقارنة مع المجموعات الأخرى، والإلتزام بمستويات عالية من المشاركة تتضمن حضور اجتماعات المجموعة واستخدام لوحة المناقشة والمشاركة في الدردشات.
في تحليل للمجتمعات الإلكترونية عام 2010، اقترح كراوت وريسنيك عدة طرق لاستدراك المساهمات من المستخدمين:
- ببساطة، يمكن الحصول على مساهمات من المستخدمين عن طريق طلبهم، إما ضمنياً من خلال عرض مختار للمهام أو صراحة من خلال طلبات تستند إلى مبادئ الإقناع
- تغيير تكوين أو نشاط المجموعة
- استخدام نظام لتسجيل المعلومات لتعكس مساهمات الأعضاء، بالإضافة إلى منح امتيازات أو جوائز أكثر واقعية. ومن المثال الذي يدرسه الكتاب هو موقع ويكيبيديا، الذي يقوم بحملات جمع التبرعات تشارك فيها عشرات الآلاف من الناس وتجمع ملايين الدولارات من خلال استخدام إعلانات كبيرة في الأعلى من الصفحة تحتوي على مواعيد نهائية ومبالغ محددة كهدف، وقوائم بالمساهمين.

### التقليل في المشاريع الجماعية
في عام 2008، درس برفين أغروال وكوني أوبراين عددًا من طلاب الجامعات لتقييم العوامل التي يمكن أن تقلل من التراخي الاجتماعي خلال مشاريع المجموعات. ومن النتائج التي توصلوا إليها، استنتجوا أن هناك ثلاثة عوامل تقلل من التراخي الاجتماعي:
الحد من نطاق المشروع: يمكن للمدرسين تقليل التراخي الاجتماعي عن طريق تقسيم مشروع كبير إلى مكونات صغيرة أو أكثر من مكون، أو استبدال مشاريع تستمر طوال الفصل الدراسي بمشروع أصغر وعمل مقيم آخر. كما يمكن أن يكون تقسيم مشروع كبير إلى مكونات صغيرة مفيداً. ععلى سبيل المثال، توزيع المسؤولية بحيث يتولى كل فرد جزءًا معينًا من المشروع الأكبر يضمن المساءلة ويساعد في منع التراخي الاجتماعي.
حجم المجموعة الأصغر: يمكن أن يجعل الحد من حجم المجموعة أمرًا أكثر صعوبة للمتراخين اجتماعياً في الاختباء وراء درع المجهول التي توجد في المجموعة الكبيرة. ففي المجموعات الأصغر، سيشعر كل عضو بأن مساهمته ستضيف قيمة أكبر.
التقييم من الأقران: يرسل التقييم من الأقران إشارة إلى أعضاء المجموعة بأنه سيكون هناك عواقب للعدم المشاركة. وقد تبين أنه كلما زاد عدد تقييمات الأقران خلال المشروع، انخفضت حالات التراخي الاجتماعي.

## مقالات ذات صلة
- أداء متكيف
- تأثير المتفرج
- المسؤوليات الجماعية
- انتشار المسؤولية
- أثر رينجلمان
- تيسير اجتماعي